# 이나하라촌
이나하라촌(稲原村)은 와카야마현 히다카군에 있던 촌이다. 현재의 이나미정 서부와 고보시 일부에 해당한다.

## 역사
- 1889년 4월 1일 - 정촌제 시행에 의해 5촌의 구역을 가지고 성립하였다.
- 1956년 9월 30일 - 가와나카촌과 합병해 나카쓰촌이 성립하여, 동일 이나하라촌은 폐지되었다.

## 경제

### 산업
1930년 발간된 『시정실록 개정 제2판』에 따르면, 생산액은 농산물 264341엔, 임산물 56348엔, 수산 30670엔, 공산품 8025엔[...]으로 나타났다.

## 인구
1930년 발간된 『시정실록 개정 제2판』에 따르면, 세대수 520호, 인구 2764명

## 교통

### 철도
- 일본국유철도
  - 기세이 니시선 (현 기세이 본선)

### 도로
현재는 한와자동차도가 구촌 지역을 통과하지만, 당시에는 미개통 상태였다.

## 참고문헌
- 大日本篤農家名鑑編纂所編『大日本篤農家名鑑』大日本篤農家名鑑編纂所、1910年。
- 日本自治協会編『市町村治績録 改訂第2版』日本自治協会、1930年。
- 『東亜政治経済文化大観』国際通信社、1942年。
- 『가도카와 일본 지명 대사전 30 和歌山県』。